# Courcelles-la-Forêt
Pour les articles homonymes, voir Courcelles.
Courcelles-la-Forêt est une commune française, située dans le département de la Sarthe en région Pays de la Loire, peuplée de 403 habitants (les Courcellais).
La commune fait partie de la province historique du Maine, et se situe dans le Haut-Maine (Maine blanc).

## Géographie
Courcelles-la-Forêt est une commune du sud de la Sarthe, située à 13 km au nord de La Flèche et 35 km au sud du Mans.
Avant la Révolution, elle appartenait au doyenné de Clermont et, depuis, a fait partie jusqu'en 2015 du canton de Malicorne. Depuis 2015, elle appartient au canton de La Flèche.
Elle se trouve dans l'arrondissement de La Flèche.
De 1994 à 2013, elle a appartenu à la Communauté de communes du Pays Malicornais. Depuis le 1er janvier 2014, elle appartient à la Communauté de communes du Pays Fléchois.

### Communes limitrophes
| Malicorne-sur-Sarthe | Mézeray             |                          |
|                      | Courcelles-la-Forêt | La Fontaine-Saint-Martin |
| Bousse               |                     | Ligron                   |

### Climat
Pour des articles plus généraux, voir Climat des Pays de la Loire et Climat de la Sarthe.
En 2010, le climat de la commune est de type climat océanique dégradé des plaines du Centre et du Nord, selon une étude du CNRS s'appuyant sur une série de données couvrant la période 1971-2000. En 2020, Météo-France publie une typologie des climats de la France métropolitaine dans laquelle la commune est exposée à un climat océanique et est dans la région climatique  Moyenne vallée de la Loire, caractérisée par une bonne insolation (1 850 h/an) et un été peu pluvieux. 
Pour la période 1971-2000, la température annuelle moyenne est de 11,3 °C, avec une amplitude thermique annuelle de 14,6 °C. Le cumul annuel moyen de précipitations est de 700 mm, avec 11,4 jours de précipitations en janvier et 6,9 jours en juillet. Pour la période 1991-2020, la température moyenne annuelle observée sur la station météorologique de Météo-France la plus proche, sur la commune de Luché-Pringé à 11 km à vol d'oiseau, est de 12,4 °C et le cumul annuel moyen de précipitations est de 658,2 mm,. Pour l'avenir, les paramètres climatiques de la commune estimés pour 2050 selon différents scénarios d'émission de gaz à effet de serre sont consultables sur un site dédié publié par Météo-France en novembre 2022.

## Urbanisme

### Typologie
Au 1er janvier 2024, Courcelles-la-Forêt est catégorisée commune rurale à habitat très dispersé, selon la nouvelle grille communale de densité à sept niveaux définie par l'Insee en 2022.
Elle est située hors unité urbaine. Par ailleurs la commune fait partie de l'aire d'attraction de La Flèche, dont elle est une commune de la couronne,. Cette aire, qui regroupe 11 communes, est catégorisée dans les aires de moins de 50 000 habitants,.

### Occupation des sols
L'occupation des sols de la commune, telle qu'elle ressort de la base de données européenne d’occupation biophysique des sols Corine Land Cover (CLC), est marquée par l'importance des territoires agricoles (70 % en 2018), en diminution par rapport à 1990 (72,8 %). La répartition détaillée en 2018 est la suivante : 
forêts (30 %), prairies (28,4 %), terres arables (26,6 %), zones agricoles hétérogènes (15 %). L'évolution de l’occupation des sols de la commune et de ses infrastructures peut être observée sur les différentes représentations cartographiques du territoire : la carte de Cassini (XVIIIe siècle), la carte d'état-major (1820-1866) et les cartes ou photos aériennes de l'IGN pour la période actuelle (1950 à aujourd'hui).

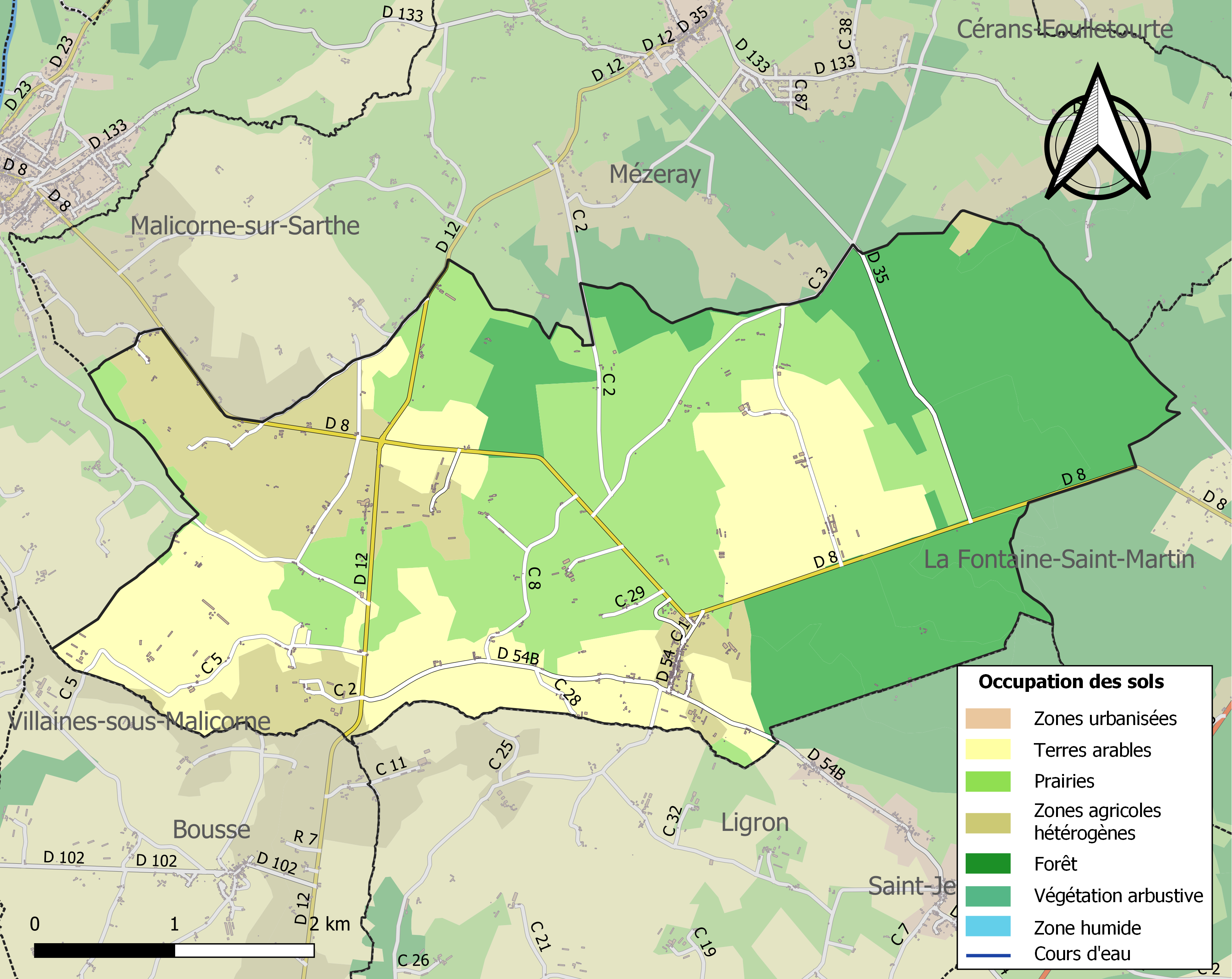
Carte des infrastructures et de l'occupation des sols de la commune en 2018 (CLC).

## Histoire
La seigneurie de Courcelles appartenait à la fin du Moyen Âge à la famille de Champlais, depuis que Jeanne de Poillé, dame de Courcelles avait épousé en 1480 Etienne de Champlais, écuyer.
La famille de Champlais conserve la seigneurie de Courcelles jusqu'en 1695.
Au milieu du XVIIe siècle, Louis de Champlais, baron de Courcelles, conseiller du Roi en ses conseils d'Etat et privé, maréchal des camps et armées du Roi, lieutenant général pour le Roi au gouvernement de la ville de Lyon, pays de Lyonnais, Forez et Beaujolais, beau-frère du maréchal duc de Villeroy, fait remplacer à partir de 1640 un ancien château-fort ruiné par une nouvelle demeure de grande ampleur.
Entouré de douves, le nouvel édifice est élevé entre deux cours : la cour d'honneur est bordée par un corps de logis principal abritant l'escalier d'honneur en son centre, dans un pavillon surmonté d'un campanile. Composé de cinq pavillons, ce principal corps de logis est prolongé à chacune de ses extrémités par une longue aile en retour, de chaque côté de la cour.
La cour arrière est, quant à elle, entourée de dépendances, bordées par d'autres dépendances.
L'escalier central comportait une rampe à balustres et reposait sur des arcades ornées de sculptures, le tout entièrement en pierre.
Le château s'insérait dans un parc entouré de forêts, traversées par des avenues qui y menaient.
En 1695, Camille de Champlais vend la châtellenie de Courcelles à Augustin Le Haguais, chevalier, seigneur de Montgivrault, qui fait remettre le château en état et y meurt le 22 mai 1708.
Sans postérité, il lègue Courcelles à son neveu, Augustin Jérôme de Boisset, chevalier, seigneur de Dehault, colonel du régiment de Cambrésis. Ce dernier vend le domaine en 1709 à Michel Chamillart, ministre d’État, commandeur des ordres du Roi.
Après avoir été proche de Louis XIV et son principal ministre, Michel Chamillart se retire à Courcelles, dont il fait embellir le château et agrandir le domaine. Ce dernier reste ensuite dans sa descendance, qui l'habite jusqu'en 1871.
À partir de 1925, le château, inoccupé depuis un demi siècle, est démoli. Certains de ses éléments, sont démontés pour être remontés ailleurs, en particulier l'escalier est remonté au château des Mesnuls.

## Politique et administration
| Période                                  | Période  | Identité                       | Étiquette | Qualité             |
| ---------------------------------------- | -------- | ------------------------------ | --------- | ------------------- |
| avant 1995                               | ?        | Christian André de La Fresnaye | DVD       |                     |
| 1995                                     | mai 2020 | Ghislaine Soyer                | SE        | Retraitée           |
| mai 2020                                 | En cours | Virginie de La Fresnaye        | SE        | Profession libérale |
| Les données manquantes sont à compléter. |          |                                |           |                     |

## Démographie
L'évolution du nombre d'habitants est connue à travers les recensements de la population effectués dans la commune depuis 1793. Pour les communes de moins de 10 000 habitants, une enquête de recensement portant sur toute la population est réalisée tous les cinq ans, les populations de référence des années intermédiaires étant quant à elles estimées par interpolation ou extrapolation. Pour la commune, le premier recensement exhaustif entrant dans le cadre du nouveau dispositif a été réalisé en 2008.
En 2022, la commune comptait 403 habitants, en évolution de −1,71 % par rapport à 2016 (Sarthe : −0,25 %, France hors Mayotte : +2,11 %).
| 1793 | 1800 | 1806 | 1821 | 1831 | 1836 | 1841 | 1846 | 1851 |
| ---- | ---- | ---- | ---- | ---- | ---- | ---- | ---- | ---- |
| 810  | 867  | 879  | 878  | 900  | 902  | 887  | 893  | 911  |

| 1856 | 1861 | 1866 | 1872 | 1876 | 1881 | 1886 | 1891 | 1896 |
| ---- | ---- | ---- | ---- | ---- | ---- | ---- | ---- | ---- |
| 884  | 920  | 867  | 799  | 760  | 754  | 732  | 687  | 695  |

| 1901 | 1906 | 1911 | 1921 | 1926 | 1931 | 1936 | 1946 | 1954 |
| ---- | ---- | ---- | ---- | ---- | ---- | ---- | ---- | ---- |
| 658  | 677  | 653  | 571  | 563  | 527  | 484  | 544  | 593  |

| 1962 | 1968 | 1975 | 1982 | 1990 | 1999 | 2006 | 2008 | 2013 |
| ---- | ---- | ---- | ---- | ---- | ---- | ---- | ---- | ---- |
| 504  | 452  | 435  | 381  | 359  | 408  | 423  | 427  | 412  |

| 2018 | 2022 | - | - | - | - | - | - | - |
| ---- | ---- | - | - | - | - | - | - | - |
| 411  | 403  | - | - | - | - | - | - | - |

## Lieux et monuments
- Les communs du château (ancien), dit ferme des Vieilles-Courcelles avec pigeonnier du XVIIe siècle.
- La maison du XVe siècle, dans le bourg (ancienne auberge de la Croix verte, puis du Croissant). Label Fondation du patrimoine.
- Le manoir de Baudour, du XVe siècle.
- Le lavoir.
- L'église Saint-Jean des XIIe et XVIe siècles, renfermant quelques œuvres classées monuments historiques au titre d'objets. Dans l'église se trouve un gisant du XVIe siècle appartenant à François et Hélène de Champlais. Monument en pierre très détérioré à l'époque de la Révolution.
- Le château de Vadré du XVIIe siècle, ainsi qu'une partie de son parc et de ses dépendances.
- Le tombeau du XVIe siècle attenant à l'église, inscrit au titre des monuments historiques depuis 1929[21].

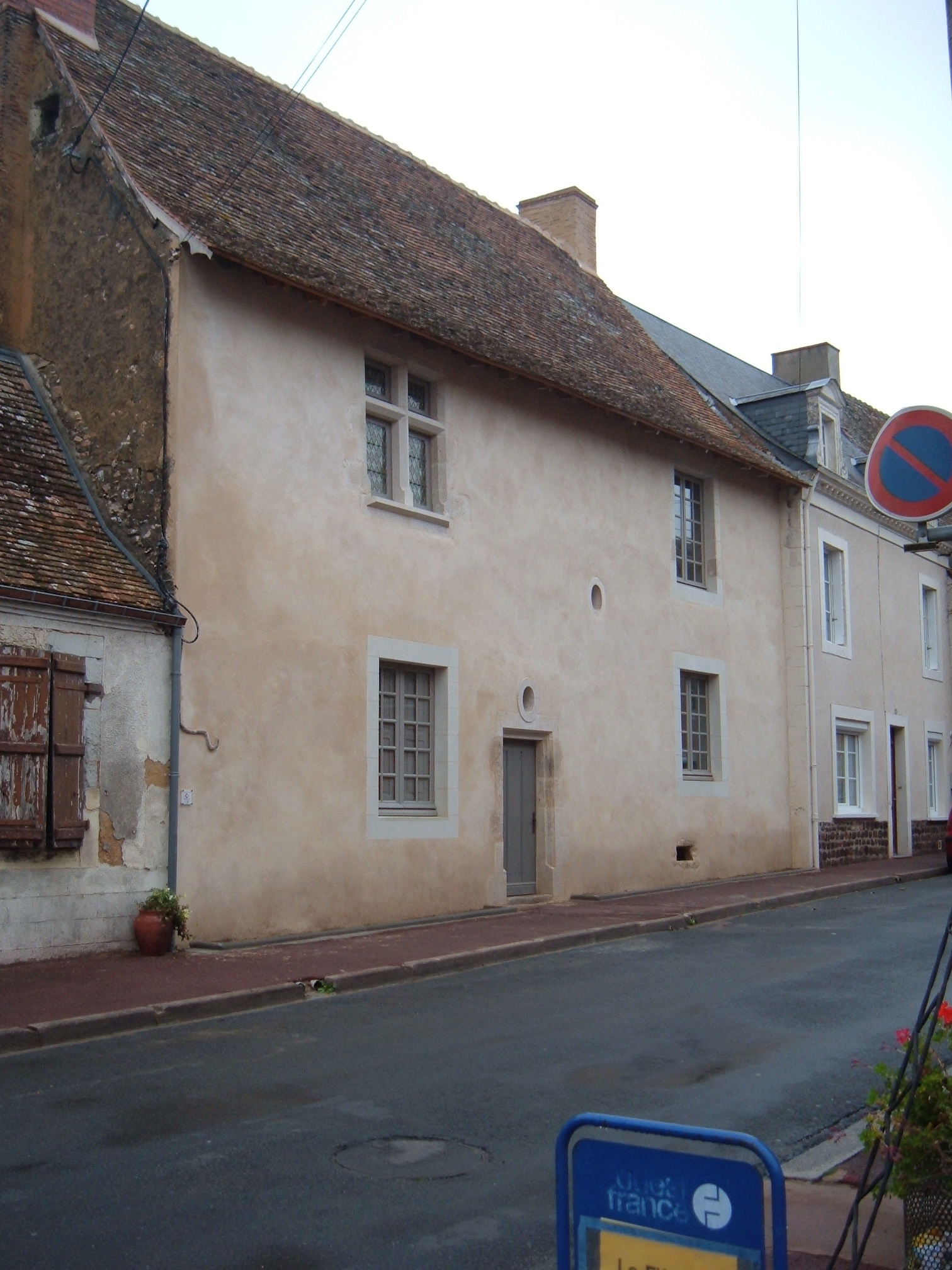
L'ancienne auberge.
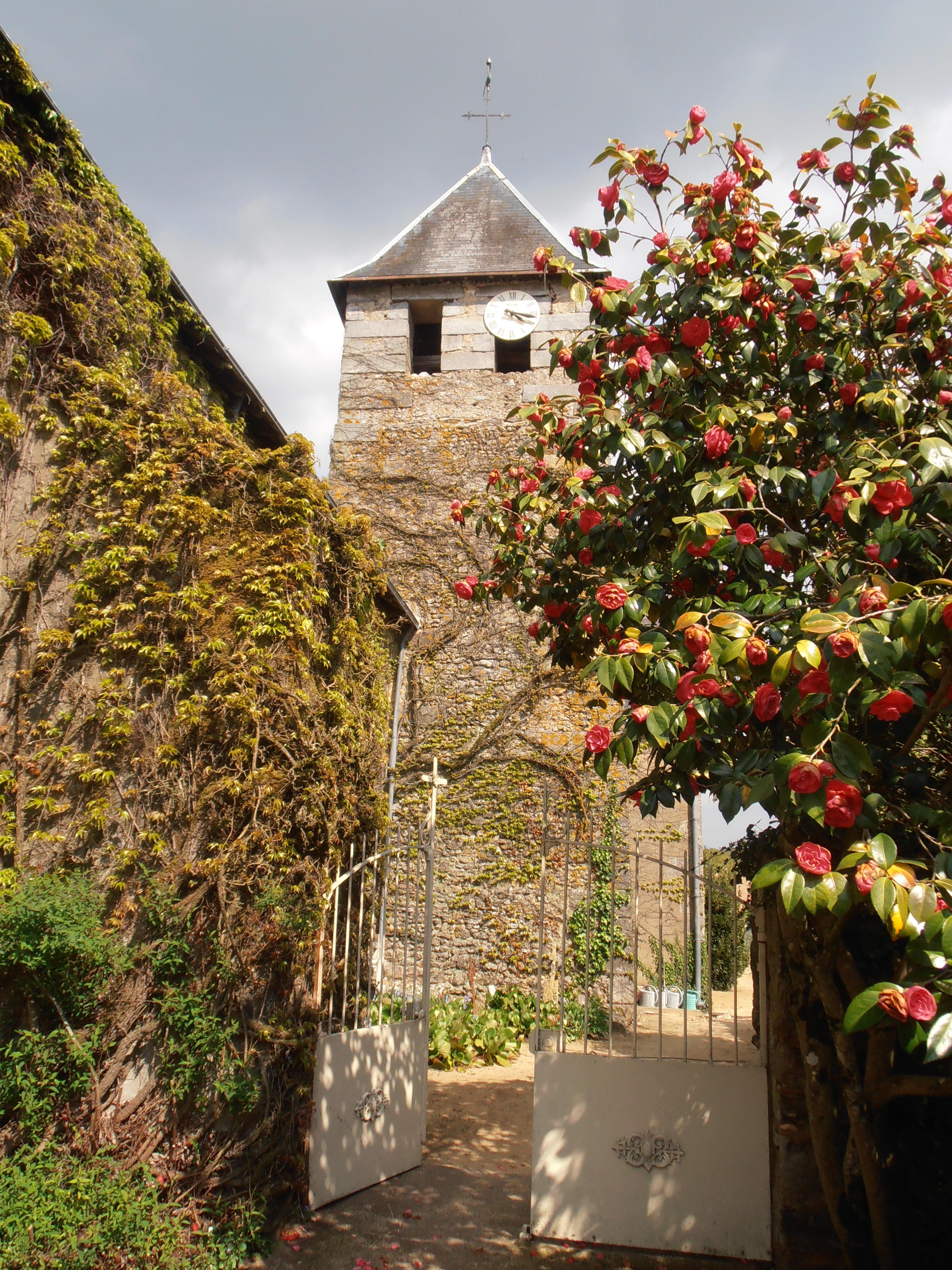
Le clocher de l'église.
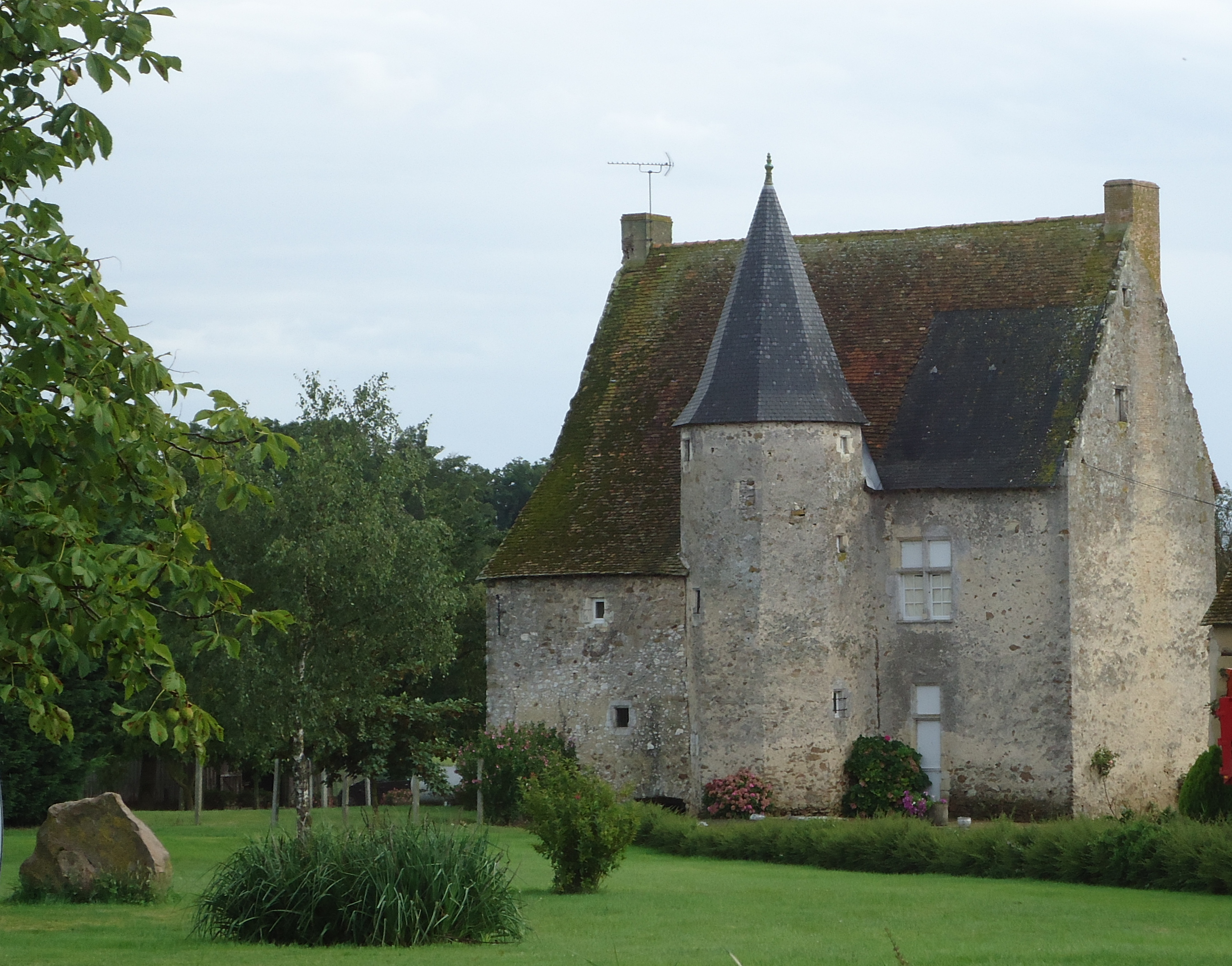
Le manoir de Baudour.
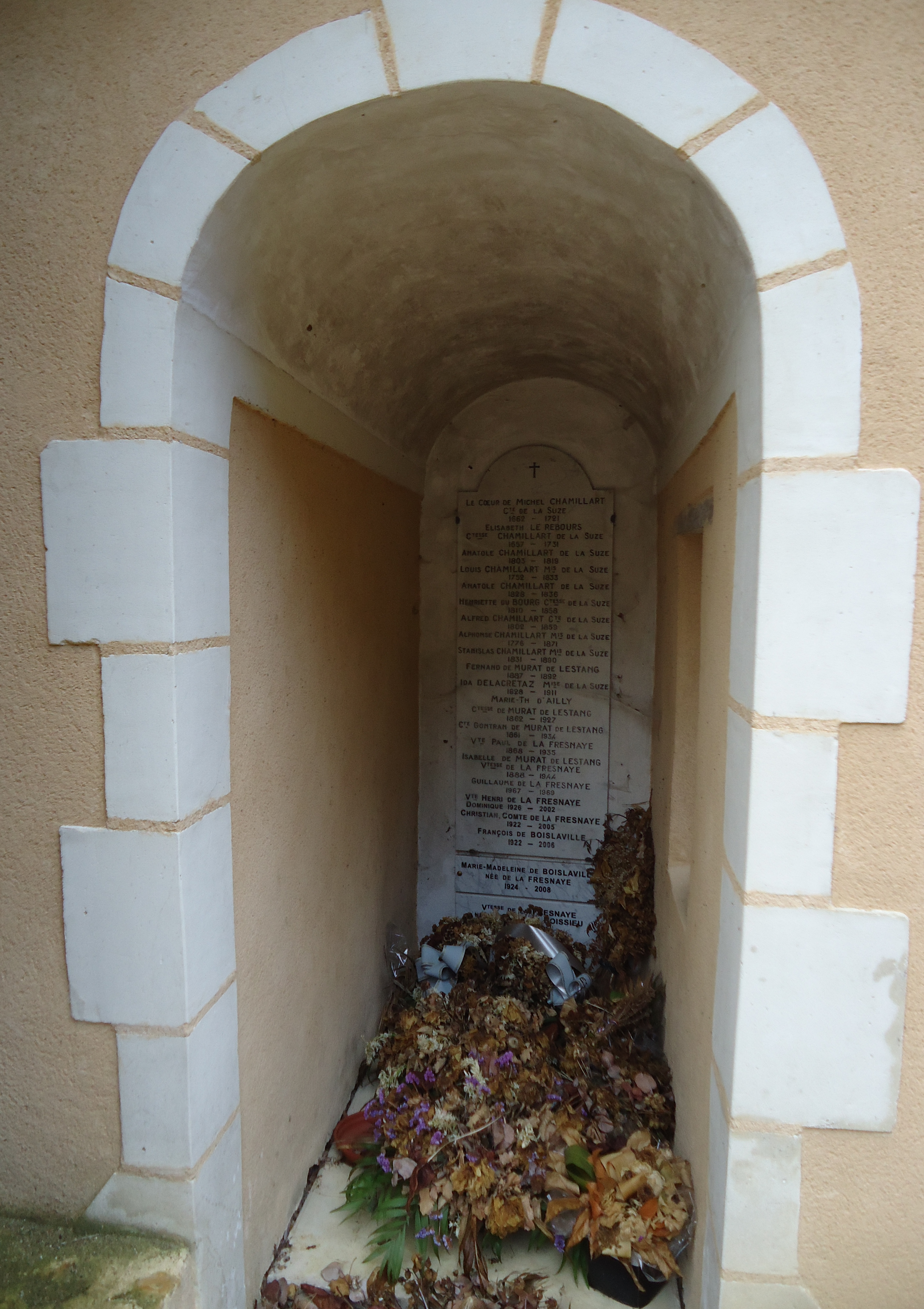
Le tombeau du XVIe siècle.
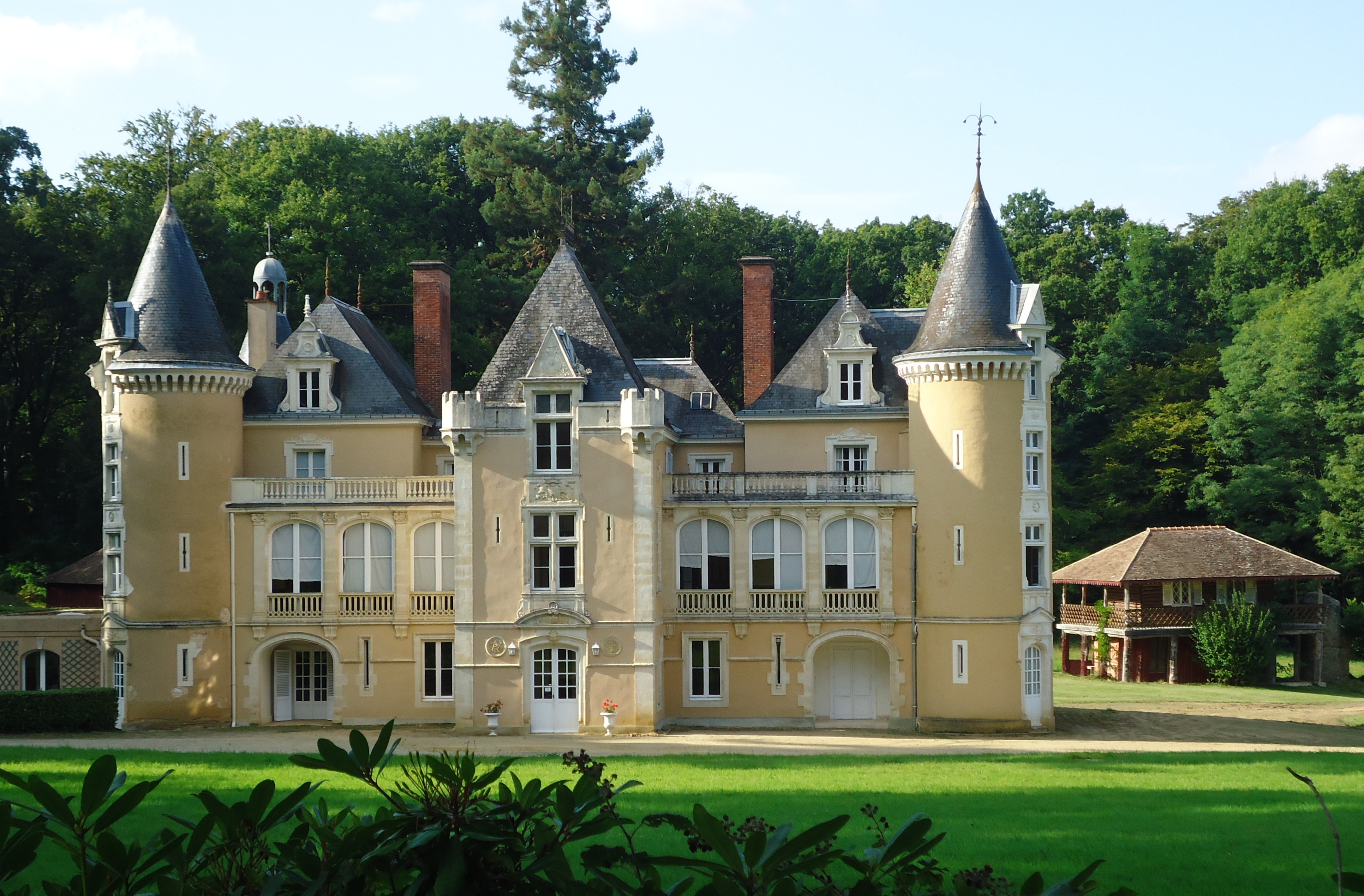
Le château de Vadré.
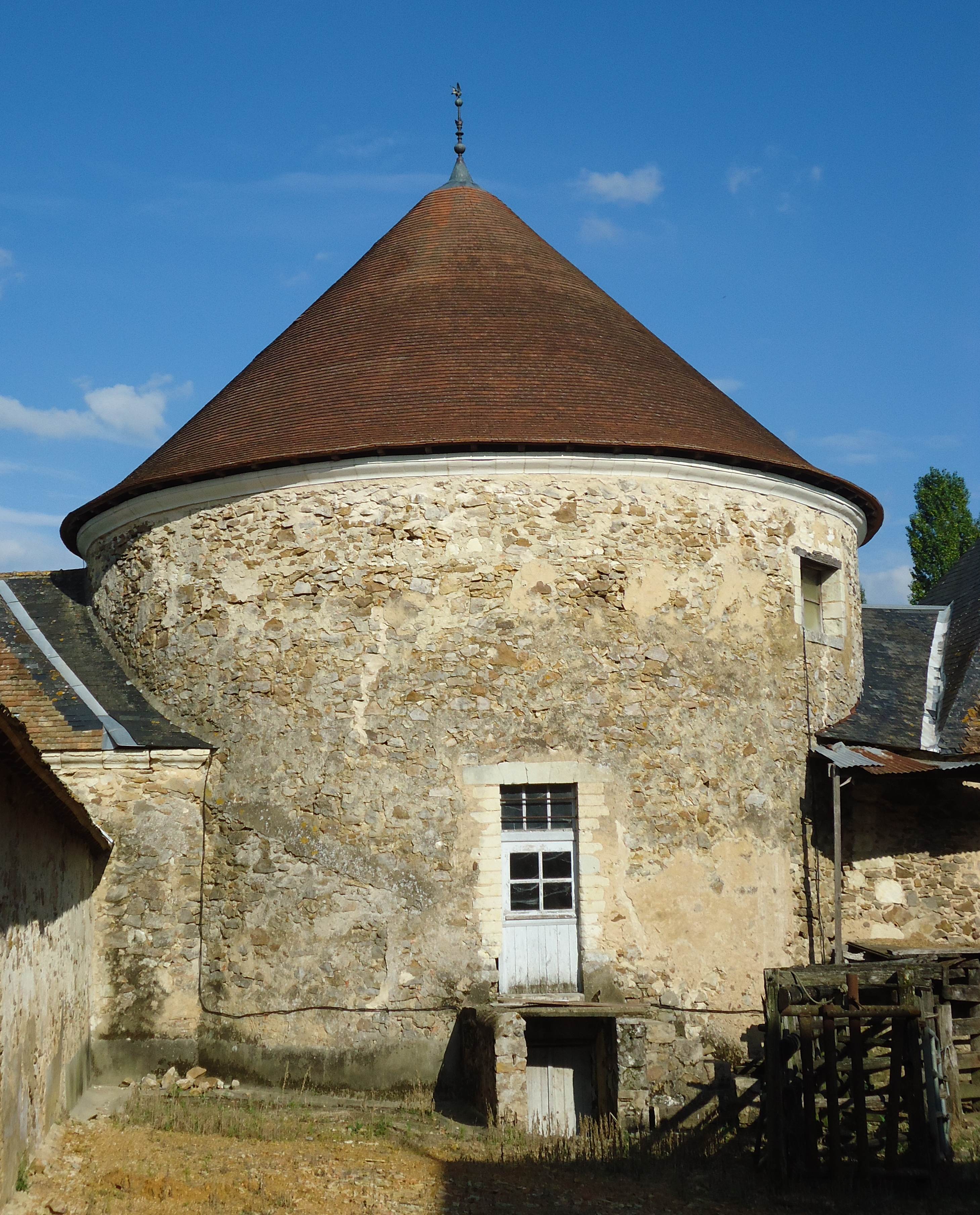
Le pigeonnier de la ferme des Vieilles-Courcelles.

## Personnalités
- Pierre-Innocent Guimonneau de La Forterie (1726-1794), maître-chirurgien devenu potier dans ses vieux jours[réf. nécessaire].
- Léon Besnardeau (1829-1914) est né à Courcelles-la-Forêt. C'est un modeste libraire-papetier qui habite à Sillé-le-Guillaume. Il serait l'inventeur de la carte postale illustrée, afin que les soldats du camp de Conlie puissent communiquer avec leurs familles[22].